# Gaspé
Gaspé – miasto w Kanadzie, w prowincji Québec, w regionie Gaspésie–Îles-de-la-Madeleine (jest jednocześnie jego stolicą) i MRC La Côte-de-Gaspé. Miasto położone jest na wschodnim krańcu półwyspu Gaspésie.
Liczba mieszkańców Gaspé wynosi 14 819. Język francuski jest językiem ojczystym dla 85,3%, angielski dla 12,9% mieszkańców (2006).